# Hynobius abei
Hynobius abei (jap. アベサンショウウオ, Abesanshōuo) ist eine Schwanzlurchart der Gattung Hynobius. Die Art wird von der IUCN als vom Aussterben bedroht eingestuft. Sie ist in Japan endemisch und im Südwesten von Honshū sowie den nördlichen Teilen der Präfekturen Fukui, Kyōto und Hyōgo verbreitet. Der Name abei ehrt Professor Yoshio Abe, einen japanischen Zoologen.

## Merkmale
Ausgewachsene Tiere haben eine Gesamtlänge von 82–122 mm. Der Rumpf ist stämmig und die Gliedmaßen sind relativ kurz mit fünf Zehen an den hinteren Gliedmaßen. Es hat 11–13 Rippenfurchen. Der Schwanz ist an der Basis dick und seitlich zur Spitze hin abgeplattet. Die Rückenfärbung ist rotbraun bis dunkelbraun. Kleine silbrige bis hellblaue Flecken treten an den Flanken und den Gliedmaßen auf. Während der Brutzeit wird der Schwanz bei Männern sehr hoch und schmal. Ihre Wangen schwellen ebenfalls an und lassen den Kopf etwas dreieckig erscheinen. Ähnlich aussehende Arten sind Hynobius nebulosus, Hynobius takedai und Hynobius hidamontanus.

## Lebensweise
Diese Art ist nachtaktiv. Hynobius abei ist fleischfressend und jagt Regenwürmer, Spinnen und Schnecken sowie verschiedene Insekten und wirbellose Wassertiere.

## Reproduktion
Die Fortpflanzung beginnt im November bis Dezember, wenn Schnee fällt. Weibchen legen gepaarte Eiersäcke mit 26 bis 109 Eiern. Die Eiersäcke werden unter Blättern am Boden von beschatteten Teichen gelegt. Nach der Eiablage bleibt das Männchen eine Weile in der Nähe. Die Larvenentwicklung ist im Winter langsam, beschleunigt sich jedoch nach der Schneeschmelze. Die Metamorphose tritt typischerweise im Juni bis Juli auf, aber einige Individuen können sich später verwandeln und sogar als Larven überwintern. Es wird angenommen, dass die Geschlechtsreife 2–3 Jahre nach der Geburt auftritt.

## Lebensraum und Erhaltung
Hynobius abei kommt in immergrünen Laubwäldern und Bambuswäldern vor. Die Brut findet in Teichen in schattigen Waldteilen statt. Die Populationen sind stark fragmentiert. Weniger als 20 Populationsstandorte sind bekannt auf einer Gesamtfläche von weniger als 10 km². Durch die Zerstörung von Lebensräumen aufgrund der Entwicklung von Ackerland, des Straßenbaus, der Entwicklung von Ski- und Golfplätzen und illegaler Mülldeponien ist die Population stark zurückgegangen. Auch invasive Tierarten wie der Rote Amerikanische Sumpfkrebs (Procambarus clarkii) und Waschbären stellen eine Bedrohung dar. Die Zahl der ausgewachsenen Tiere wurde in der Präfektur Ishikawa in den Jahren 2004–2008 auf weniger als 200 geschätzt. Die Art wurde früher als essbar und medizinisch nutzbar angesehen.